# Opération Provide Comfort
L’opération Provide Comfort I est une opération militaire des États-Unis, du Royaume-Uni, de la France, de l'Australie, des Pays-Bas , de la Belgique et de la Turquie afin de livrer de l'aide humanitaire aux réfugiés kurdes fuyant le nord de l'Irak au lendemain de la guerre du Golfe, lors de la répression qui suit l'insurrection de 1991, et se trouvant dans les neiges des Monts Taurus. 
Elle débute en avril 1991 et prend fin le 24 juillet 1991. L'opération Provide Comfort II débute à la même date et vise à protéger les populations kurdes du nord de l'Irak contre les attaques de l'armée irakienne ; elle se termine le 31 décembre 1996.

## Participation française

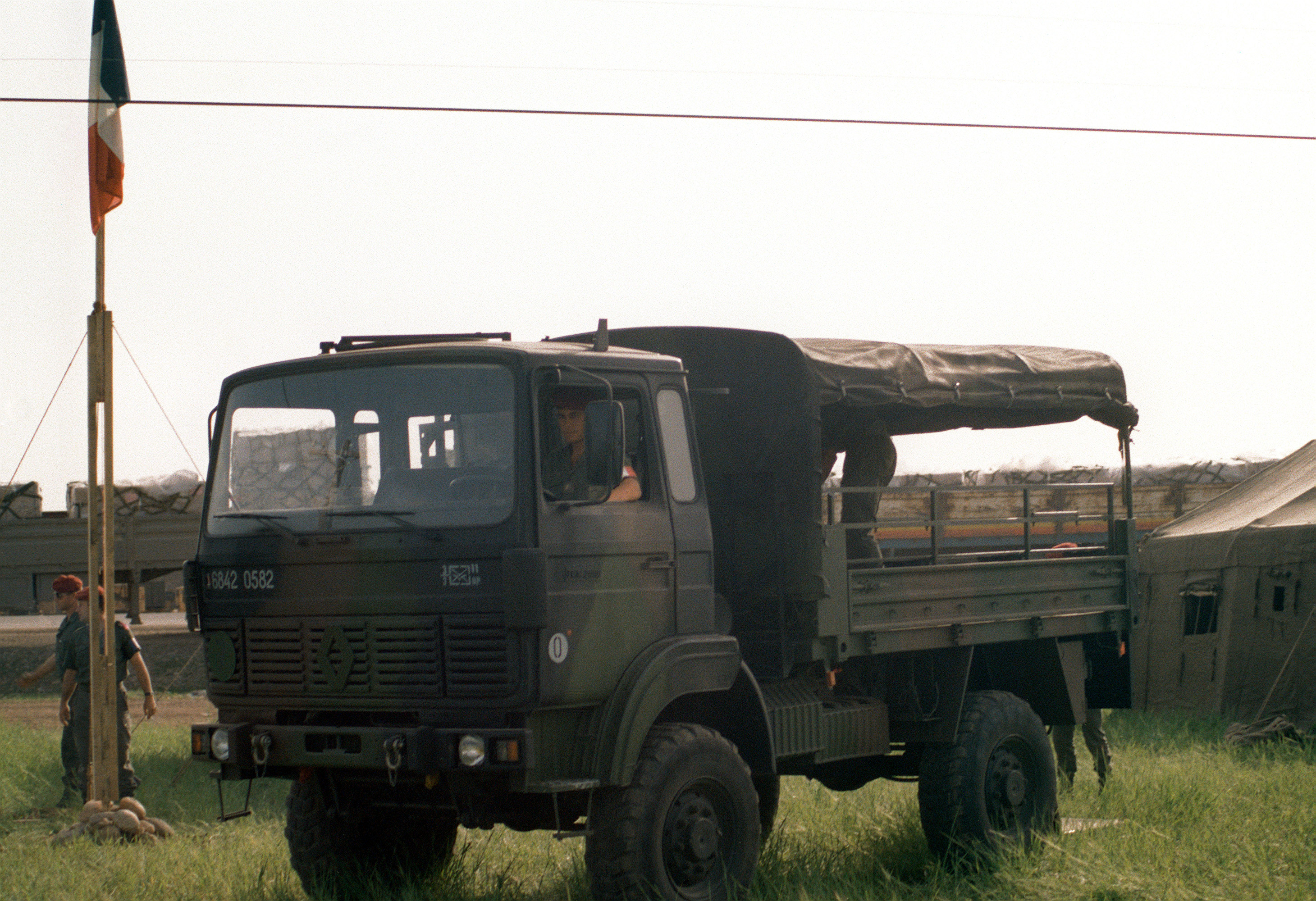
Parachutistes et Renault TRM 2000 du 3e Régiment de Parachutistes d'Infanterie de Marine en Turquie.

Le  25 avril 1991 marque le début de l'opération humanitaire Libage, le nom de la participation française à cette opération. Envoi de 10 hélicoptères Gazelle du 5e Régiment d'Hélicoptères de Combat de Pau et Cougar du 4e Régiment d'Hélicoptères de Combat et de Manœuvre de Phalsbourg ainsi que du 3e Régiment de Parachutistes d'Infanterie de Marine de Carcassonne par voies aérienne et maritime vers la Turquie puis l'Irak pour venir en aide aux populations kurdes bloquées à la frontière turco-irakienne et poursuivies par les troupes irakiennes.

## Incidents aériens
Plusieurs attaques aériennes surviennent au cours de l'opération :
- 5 avril 1992 : l'aviation iranienne vient pour bombarder des bases du Parti démocratique du Kurdistan d’Iran dans le nord de l'Irak ; des avions de chasse irakiens sont envoyés pour les intercepter sans que la Coalition ne s'y oppose.
- 15 janvier 1993 : la défense anti-aérienne irakienne fait feu sur deux bombardiers F-111 Aardvark américains.
- 17 janvier 1993 : 
  - Des Su-22 irakiens attaquent deux F-16 Fighting Falcon américains.
  - Un F-4 Phantom II américain détruit un radar irakien qui prenait pour cible un avion de reconnaissance français. Peu après, un F-16 américain abat un MiG-23 (appellation OTAN : "Flogger") qui entrait dans la zone d'exclusion aérienne.
- 18 janvier 1993 : des F-16 et F-4 Phantom américains bombardent la base aérienne de Bashiqah dans la province de Ninive et d'autres sites de la défense aérienne irakienne. Au cours des jours suivants, plusieurs échanges de tirs opposent les bases irakiennes aux patrouilles aériennes de la Coalition.
- 18 août 1993 : un F-15E Strike Eagle américain partant de Turquie lance 4 bombes à guidage laser sur un site de missiles S-125 (code OTAN : SA-3 Goa) près de Mossoul.
- 14 avril 1994 : deux F-15 Eagle de l'US Air Force abattent par tir ami deux UH-60 Black Hawk de l'US Army, faisant 36 morts (voir accident des Black Hawk).

En août 1996, les forces aériennes américaines lancent l'opération Desert Strike pour empêcher une offensive de l'armée irakienne dans la région kurde. Elle est continuée par l'opération Northern Watch qui débute le 1er janvier 1997 et se prolonge jusqu'au 17 mars 2003, immédiatement suivie par l'offensive de la Coalition contre l'Irak dans l'opération Liberté irakienne.